# Domenico Berardi
Domenico Berardi (nascido em 1 de Agosto de 1994) é um futebolista profissional italiano que joga como atacante no Sassuolo.
Ele começou sua carreira no Sassuolo em 2012, ajudando o time a ganhar o título da Serie B italiana e ganhando uma promoção para a Série A em sua temporada de estreia, mais tarde também sendo eleito o melhor jogador da competição. Seus desempenhos no Campeonato Italiano o fizeram aparecer como um dos jovens jogadores de futebol mais promissores da Itália. Ele é atualmente o maior artilheiro de todos os tempos do Sassuolo.

## Carreira

### Categorias de base
Nascido em Cariati, na Calábria, Berardi entrou na categoria de base do Cosenza aos 13 anos de idade, antes de se mudar para Sassuolo.
Sua chegada na Base do Sassuolo foi muito incomum. O jogador estava visitando seu irmão em Módena, quando foi convidado por outros colegas para jogar uma partida entre os amigos em uma quadra.
Nesse jogo Domenico fizera uma grande atuação, e isso fez com que um dos amigos de seu irmão, que conhecia o auxiliar-técnico do time verde e preto, ligasse para ele e o comunicasse sobre o talento do garoto de 15 anos.
Luciano Carlino, o auxiliar-técnico, chamou Berardi para os testes no dia seguinte e se impressionou com o jogador. O diretor da equipe reiterou o interesse em adquiri-lo e o rapaz logo foi integrado ao time sub-18 em 2009.

### Sassuolo
Sua estadia no Sassuolo foi longa e de muita lealdade. Ele estreou na equipe na temporada 2012–13, quando a equipe se encontrava na Segunda Divisão Italiana. Em seu debut como profissional, o jogador já demonstrou muito talento marcando 11 gols em 37 jogos e ajudou ativamente a equipe a conquistar o título da Série B. Além do prêmio coletivo, o jovem atleta também foi condecorado como Melhor Jogador do Torneio.
Tal destaque fez com que a Juventus se interessasse pelo jogador e pagou quase 5 milhões de euros por 50% de seu passe. No entanto, aceitou deixar sua jovem promessa na equipe por empréstimo até o fim da época 2013–14. A negociação também envolveu a venda de metade do passe de Luca Marrone, jovem promessa da Velha Senhora, e um empréstimo dele ao clube verde e preto. Porém, com outro demasiado destaque de Berardi, que marcou 16 gols naquela Série A, o time da comuna de Sassuolo não quis abrir mão de seu principal jogador e o comprou de volta.
Nos dois anos seguintes, mesmo sem brigar ativamente por nenhum título, Berardi consagrou-se como a principal figura da equipe e uma das maiores promessas do futebol italiano. Em 74 partidas, o atacante marcou 31 gols, fazendo com que o time de Turim desejasse muito o artilheiro. Contudo, mesmo tendo vendido os 50% do passe que haviam adquirido outrora (por conta do clube já ter muitas opções na posição, como Paulo Dybala e Mario Mandžukić), e com isso terem colocado uma cláusula que dava prioridade à Velha Senhora para obtê-lo no futuro, mas o atleta ainda iria cumprir muitas partidas no clube pela próxima década.
Mesmo que a equipe ficasse sempre no meio de tabela, Berardi permanecia no clube e performava grandes jogos com um time limitado. Entre seus maiores jogos, destaca-se a grande performance individual dele na 19ª rodada da Série A de 2013–14, pois foi lá que ele conseguiu aplicar quatro gols diante o Milan e o resultado final da partida foi de 4 a 3.
O Milan, inclusive, foi uma de suas maiores "vitimas" em solo italiano. Após a performance de quatro gols em 2014, ele também chegou a marcar mais três em uma vitória de 3 a 2 em 2015 e participou diretamente de 4 dos 5 gols feitos pela sua equipe na época 2022–23, uma temporada depois do título nacional do clube de Milão.
Mas foi contra o rival do Milan que Berardi marcou ainda mais o seu nome na história do time verde e preto. Em janeiro de 2016, nos acréscimos, Domenico estufou as redes da Inter de Milão e consolidou-se como o maior artilheiro da história do Sassuolo com 45 tentos.
E foi por conta do desempenho regular do time no Campeonato Italiano de 2015–16 que o jogador conseguiu participar de Competições europeias. O time classificou-se aos play-offs da Liga Europa e viu o seu jogador desempenhar um futebol exemplar. Nos quatro jogos que fizeram, Berardi marcou cinco vezes e pôde ver a sua equipe garantir vaga á Fase de Grupos da competição pela primeira vez na história. Mas não pôde participar de nenhum jogo na péssima campanha da equipe naquela Fase por conta de uma lesão grave que sofreu no início do Campeonato Italiano.
Apesar de ter sido muito fiel ao clube que o revelou, Berardi já revelou ter tentado deixar o clube. No decorrer de mais de uma década de estadia em Sassuolo, o jogador foi muito sondado por times italianos. No ano de 2021, Domenico pressionou seu clube a liberá-lo para assinar com a Fiorentina, mas não houve um acordo entre as partes e o jogador continuou no clube formador.
| “                                                             | Há alguns anos tive a oportunidade de sair, mas não o fiz porque era jovem. [...] Há três anos que tento sair, mas sinceramente nunca encontrei a equipa certa que me quisesse. Portanto, decidi ficar com a família em que cresci. Eu não poderia fazer nada diferente. | ” |
| — Berardi em 2022, após ter renovado com o Sassuolo até 2027. | |   |

E foi por conta de suas negociações frutadas com a Viola que o atacante deixou a braçadeira de capitão que havia utilizado, com mais frequência, no ano de 2020. Em 2023, a Juventus novamente se interessou pelo atacante, mas as negociações não avançaram o suficiente para chegarem a um acordo definitivo.
Durante a época de 2023–24, o jogador passava por um momento turbulento com a equipe. O ponta direita continuava performando um futebol de singular qualidade, mas começou a sofrer com algumas lesões no decorrer daqueles jogos de Campeonato Italiano. Por isso, com sua ausência, o time que normalmente figurava no meio da tabela passou a lutar ativamente contra o rebaixamento.
Ele já havia tido uma lesão na época, mas a mais complicada ocorreu apenas um jogo após seu retorno aos gramados (em março de 2024). Ao tentar dominar uma bola, o italiano rompeu o seu Tendão de Aquiles e teve de ficar de fora da Eurocopa e do restante da temporada.
O clube ficou com muitas dificuldades de seguir o Campeonato sem sem principal jogador de ataque. A equipe, desde o último jogo de Berardi, vencera apenas dois confrontos e foi rebaixada na penúltima rodada da Série A 2023–24.

## Seleção Nacional

#### Itália Sub-19
Logo ao debutar profissionalmente com o Sassuolo o jogador conquistou espaço na Itália Sub-19. Em sua estreia, aos 18 anos em 2012, já marcou seu primeiro gol em partida válida contra a República Tcheca.

#### Itália Sub-21
Após sua breve passagem pela Seleção Sub-19, o jogador rumou ao grupo Sub-21 onde conseguiu disputar duas vezes a Eurocopa Sub-21. Em 2015,  o jogador foi eliminado ainda na Fase de Grupos. Em 2017, a Azzurra chegou a passar em primeiro no grupo e garantiu-se na semifinal, mas foram eliminadas pela Espanha. Berardi chegou a balançar as redes uma vez em cada uma das edições.

### Itália
Sua estreia na Seleção Italiana principal aconteceu somente em julho de 2018. Na partida, o jogador esteve em campo por mais de 70 minutos na derrota do seu país para França.
Seu primeiro gol só viria a sair em 2020. Na partida amistosa, o jogador fechou a goleada diante a Moldávia por 6 a 0 após receber um passe de Vincenzo Grifo.

#### Eurocopa de 2020
Apesar de ter ficado de fora dos jogos das Eliminatórias, Berardi esteve no esquadrão convocado para disputar a Euro de 2020.
Sua participação na Euro foi importante nas primeiras partidas. Em sua estreia, Berardi tentou realizar um cruzamento, mas a bola bateu em Merih Demiral, jogador da Turquia, e entrou no gol. No jogo seguinte, contra a Suíça, Domenico novamente conseguiu contribuir para o primeiro gol do jogo dando uma assistência para Manuel Locatelli estufar as redes.
Ao fim da competição, a Itália conseguiu vencer a Inglaterra na final e Berardi conquistou seu segundo titulo na carreira, e o primeiro a nível de Elite.

#### Pós-Euro
Após o título, Berardi teve momentos ruins com a Itália. O jogador esteve presente no elenco que não conseguiu vaga à Copa do Mundo de 2022, pois foram eliminados na semifinal da Repescagem para Seleção da Macedônia do Norte. Domenico também amargou outra eliminação nas semis, agora da Nations League, em 2021. Mas marcou um gol na disputa de terceiro lugar que a Itália bateu a Bélgica por 2 a 1.
Apesar de ter participado das Qualificatórias para Euro de 2024, onde chegou a fazer dois gols em uma partida contra Malta, Berardi lesionou-se gravemente em março de 2024 e ficou de fora da Euro daquele ano.

## Títulos

#### Sassuolo
- Campeonato Italiano - Série B: 2012–13

#### Seleção Italiana
- Eurocopa: 2020

### Prêmios individuais
- Melhor Jogador da Segunda Divisão do Campeonato Italiano: 2015[3]
- Troféu Bravo: 2015
- Líder em Assistências na Série A: 2021–22 (13)